# محافظة روسيا الصغرى (1796–1802)
محافظة روسيا الصغرى (بالروسية: Малороссiйская Губернiя)‏ أو حكومة مالوروسيا كانت وحدة إدارية إقليمية (غوبرنيه) تتبع الإمبراطورية الروسية وقد شملت معظم شمال شرق أوكرانيا الحديثة (أحد التعريفات التاريخية لروسيا الصغرى ومن هنا جاءت تسميتها)، وشملت كذلك المناطق المجاورة في روسيا.
تم تشكيل المحافظة في عام 1796 بموجب الإصلاحات الإدارية لبافل الأول التي ألغت نظام نائب الملك (بالروسية: Namestnichestvo)، الذي حل محل الإدارة الفوجية لسلطة الهتمانات الأوكرانية عام 1781. لقد وضع هذا النيابة الملكية على كييف (باستثناء مدينة كييف نفسها) والنيابة الملكية على نوفجورود سيفرسكي والنيابة الملكية على تشرنيغوف تحت هذه الوحدة الجديدة. كان المركز الإداري هو مدينة تشيرنيغوف (تشرنيغوف الحديثة).
ومع ذلك، كانت المساحة الواسعة التي غطتها الوحدة الجديدة كبيرة جدًا بالنسبة للإدارة الفعالة، وفي فبراير 1802 تم تقسيم المحافظة إلى محافظة تشرنيغوف وبولتافا.

## روابط خارجية
- محافظة روسيا الصغيرة في موسوعة تاريخ أوكرانيا